# Saint-Denis-lès-Bourg
Saint-Denis-lès-Bourg je francouzská obec v departementu Ain v Rhône-Alpes.

## Geografie
Sousední obce: Polliat, Viriat, Buellas, Bourg-en-Bresse, Saint-Rémy a Péronnas.

## Demografie
Počet obyvatel

## Partnerská města
- Schutterwald
- Rédéa